# Tractus Catena
La Tractus Catena è una formazione geologica della superficie di Marte.